# ドラッグオンドラグーン
『ドラッグオンドラグーン』（DRAG-ON DRAGOON）は、2003年9月11日にスクウェア・エニックスから発売されたPlayStation 2用アクションRPG。
2008年9月4日にはスクウェア・エニックスのアルティメットヒッツシリーズとして廉価版も発売された。また、2004年4月19日にはスクウェア・エニックスが提供していたサービス「スクウェア・エニックス ポケットアクション」にて携帯電話用ゲームとしても配信されていた。

## 概要
『ドラッグオンドラグーン』シリーズの一作目となるアクションRPG。タイトルはメディアなどで『DOD』もしくは『DOD1』と略されることもある。TV-CMで使われたキャッチコピーは「抗え。最後まで。」。
2002年12月14日にエニックスから2003年春発売予定だと発表されていたが、スクウェアとの合併を経た2003年7月3日に正式な発売日がスクウェア・エニックスから発表され、2003年9月11日に同社から発売された。
なお、この時のパッケージにはCEROレーティングは表記されておらず、後の2008年9月4日にスクウェア・エニックスのアルティメットヒッツシリーズとして発売された際に、CERO：Dのアイコンがパッケージに追加された。
剣と魔法、そしてドラゴンや精霊が存在するファンタジーの世界が作品の舞台となり、世界の封印を司る「女神」を擁する連合軍と封印を破こうとする帝国軍との戦争と、主人公である傭兵「カイム」の戦いが描かれる。
最大の特徴は、巨大なドラゴンを駆り圧倒的な力を意のままに使えること。プレイヤーキャラは自らの剣技で敵を倒しながら進むこともできるが、ドラゴンの力を借りれば、大空を自在に飛び回り、複数の敵を一度に撃破することも可能となる。
本作はマルチエンディング方式を採用しており、複数のエンディングが存在する。後述する続編や関連作はそれらのエンディングから派生したもの、または本作へ繋がる物語となっている。

### 続編
『ドラッグオンドラグーン2 封印の紅、背徳の黒』
2005年6月16日にスクウェア・エニックスから発売されたPlayStation 2用アクションRPG。基本的な設定は本作のAエンディングと繋がっているが、Bエンディングの要素も混ざっている。そのため厳密には本作品のどの結末とも連続していない。
『ドラッグオンドラグーン3』
2013年12月19日にアクセスゲームズによる開発でスクウェア・エニックスから発売されたPlayStation 3用アクションRPG。時系列的には本作品より前という設定となっているが、こちらも『DOD2』同様に特定のエンディングから直接本作へ繋がることはない。

### 関連作品
『ニーア ゲシュタルト/レプリカント』
2010年4月22日にスクウェア・エニックスから発売されたPlayStation 3用アクションRPG。こちらは本作のEエンディングから直接繋がっており、「元は『DOD3』として立てていた企画」「『DOD3』とも呼べる作品である」ということをディレクターの横尾が述べている。
『ドラッグオンドラグーン1.3』
2014年4月10日にKADOKAWA/アスキー・メディアワークスから出版された書籍『ドラッグオンドラグーン3 設定資料集+ザ・コンプリートガイド』に掲載された小説。「『DOD3』のAエンディングから繋がった場合の『DOD1』」が描かれており、主要な設定や登場人物は共通しているが、「契約」の概念が存在しない。

## ゲームシステム
主人公カイムを操作し、ときにはその契約相手であるレッドドラゴン、または仲間となっている契約者達を呼び出しながら、マップを埋め尽くす敵兵を殲滅して物語を進めていく。フィールドとキャラクターは3DCGで描かれており、プレイヤーは主人公後方の三人称視点から操作をする。レッドドラゴンと契約者は主人公に随行するのではなく、主人公と交代（レッドドラゴンの場合は騎乗）することによって戦闘に参加するため、実質的には一対多の戦いとなる。
プレイモードはストーリーを進行させる「物語選択」と、クリアしなくてもゲームの進行に影響がない「フリーミッション」に分けられる。ストーリーは複数の章・節から成っており、基本的にはその順に沿って進行させていくことになるが、任意のタイミングでクリア済みの節に戻り、イベントシーンの閲覧やミッションへの再挑戦をすることもできる。
武器を使って敵を切り倒すと経験値がたまり、使う武器が高性能なものに変化していく。また、物語の進行に伴ってドラゴンは成長していき、能力もアップしていく。成長に合わせて形態も変化していく。

### 地上と空中を行き来する戦い
ステージにはバトルスタイルが3種類あり、ステージの地形に応じて以下のうち「地上戦のみ」「地上戦と低空戦を切り替えながら戦う」「空中戦のみ」のいずれかのスタイルが適用される。
地上戦
地上の敵の殲滅戦。カイム、契約者で戦うことができる。カイムは出撃時に選んだ8種類の武器を自由に持ち替えながら敵を殲滅していく。攻撃ボタンを連打することで連続攻撃が発生し、攻撃の後にタイミングを合わせてボタンを押すことで「フィニッシュブロー」と呼称される広範囲攻撃を繰り出すことができる。また攻撃を当てることで魔力ゲージが貯まり、魔力の消費と引き替えに、武器に秘められている魔法を使用することができる。
武器は剣、長剣、槍、杖、斧、鎚、槌矛などさまざまな形態があり、武器ごとにモーションや振りの速さ、攻撃範囲、攻撃力、使用できる魔法の効果などが異なっている。
契約者はステージ開始前に選択した1人を3回まで召喚することができる。召喚するとカイムと交代し、契約者固有の武器と魔法で一定時間戦うことになる。制限時間は契約者固有の体力ゲージが兼ねており、時間経過、または攻撃を受けることでゲージが0になると操作キャラクターがカイムへと戻る。
また、低空戦が可能なステージでは任意のタイミングでドラゴンを召喚することができ、低空戦へと移行することができる。
低空戦
レッドドラゴンで地上の敵を焼き払う。屋外の地上戦でカイムを操作している時のみ切り替えられる。攻撃は着弾すると爆発を起こすファイアーボールと、魔力ゲージ1本を消費して放つ全方位ブレスがある。空中では刀剣や槍で武装した敵兵から攻撃されないため一方的にダメージを与えることが可能で、また移動もカイムが走るより速いなどの利点があるが、弓矢や魔法の攻撃には大きなダメージを受けてしまう。またドラゴンの攻撃は全て魔法扱いのため、魔法反射属性の敵にはほとんどダメージを与えることができない。反射された魔法や弓兵の攻撃を一定以上受けるとカイムが落ちて強制的に地上戦に戻される。
地上戦で召喚する契約者とは異なり、カイムとドラゴンの体力ゲージは共有のものとなる。また、呼び出す回数に制限は無い。
空中戦
帝国が開発した空中兵器や、帝国の手先であるモンスターとの戦い。使用できるのはレッドドラゴンのみ。攻撃方法は前方に直進するファイアーボールに加え、ロックオンした敵を追尾するファイアーブレス、魔力ゲージ1本を消費して前方に無数の追尾レーザーを放つ大魔法攻撃があり、これらを使い分けて戦うこととなる。上空戦ではロックオンサイトが表示され、上下方向の移動も加わった三次元戦闘となる。

### 武器のレベルアップとウェポンストーリー
主人公カイムが装備できる武器には4段階のレベルがある。その武器を用いて殺戮した敵の数がそのままその武器の経験値となり、武器のレベルが上がることによって攻撃力や攻撃回数、使える魔法の効果範囲といった性能が向上し、武器そのものの外見も変化していく。また、レベルの上昇に伴いそれぞれの武器に用意された、武器の由来や過去の持ち主のエピソードなどを記した読み物「武器物語（ウェポンスト―リー）」の続きが解放されていく。
物語も武器ごとに4段階に区切られており、結末まで読み終えるにはその武器のレベルをLevel4まで上げる必要がある。ストーリーの背景、過去の出来事や特定の人物を示唆するような内容から、逆にストーリーには全く関係のない寓話的な内容などもある。ゲームの進行には関係がないものの、このゲームの一つの醍醐味でもある。
この要素は続編である『ドラッグオンドラグーン2 封印の紅、背徳の黒』、『ドラッグオンドラグーン3』、関連作品である『ニーア ゲシュタルト/レプリカント』、『ニーア オートマタ』、さらには本作のディレクターである横尾が原作およびクリエイティブディレクターを務めている『シノアリス』にも引き継がれている。

## ストーリー

### プロローグ
遥か遠い昔。まだ大空にドラゴンが飛んでいた時代に、世界を二分する大きな戦いが起こった。世界のバランスを保つ最終封印である「女神」を有する「連合軍」と、女神への信仰を否定し、謎の宗教組織「天使の教会」を妄信する新興勢力「帝国軍」との間で激しい戦闘が幾度も繰り広げられていた。帝国軍は短期間で恐るべき強さを身につけ、人間を狂戦士へと変えてしまう「赤い目」の伝染病や、大型兵器による強大な戦力で連合軍を圧倒していた。

### 本編
ある日、連合軍側の要人である「女神」フリアエの居城が帝国軍の襲撃に遭う。フリアエの兄でもある傭兵カイムは、フリアエを守るためこの戦いに参戦。そこで獅子奮迅の戦いを見せるも、致命傷となる深手を負ってしまう。しかしその際に捕らわれていた瀕死のレッドドラゴンと出会い、レッドドラゴンと契約して「契約者」となることで生き延びる。
契約者としての戦闘力で帝国軍を蹴散らしフリアエを救出したカイムは、同じくフリアエを守るべく参戦していた親友のイウヴァルトの提案に従い、他の地域での庇護を求めようとする。しかしそうして訪れたエルフの集落は帝国軍によって壊滅させられていた。あてが外れたことに悲嘆するイウヴァルト。そこに神官長ヴェルドレの「声」が届き、カイムはイウヴァルトとヴェルドレにフリアエを託すことにする。
こうして一人で帝国軍の動向を探っていたカイムであったが、ある時からヴェルドレからの「声」が届かなくなってしまったため、フリアエらの安否を知るためにヴェルドレの元へと向かう。そこで帝国軍に捕らえられていたヴェルドレを救出したカイムは、帝国軍の目的が各地の封印を解くことであると知る。全ての封印が解かれれば、世界を救うとも滅ぼすともいわれる「再生の卵」が出現し、世界は終末を迎えてしまう。
カイムは最終封印であるフリアエを救うためにもレッドドラゴンと共に各地を転戦していき、その過程で愛する弟たちを帝国に殺された盲目の男性レオナール、帝国に囚われていた未亡人のアリオーシュ、「天使の教会」の司教となった妹のマナを連れ戻そうとしている少年セエレといった、訳ありで契約者となった者たちを仲間として引き入れながら戦っていくが、抵抗むなしく各地の封印は破壊されていく。
一方、戦いの最中に帝国軍に囚われてしまっていたイウヴァルトは、フリアエへの想いと劣等感を突かれて「赤い目」の伝染病に感染してしまう。愛するフリアエを独占するという野望を抱いたイウヴァルトは、ブラックドラゴンの契約者となって帝国の傘下に下り、カイムの目の前でフリアエを誘拐してしまう。
カイムはフリアエを追ってレッドドラゴンと共に戦い、その奮戦もあって帝国と連合国の戦いは連合国軍が優勢となる。しかし完勝間近といったところで帝国軍の大量破壊兵器である空中要塞が出現し、連合軍は壊滅的な打撃を受ける。地上にはアンデットナイトとなった帝国兵が、上空には帝国軍のモンスターが集結する中、カイムはフリアエを救出するためレッドドラゴンを駆り空中要塞へと突入する。

### エンディング
合計5種類のエンディングがあり、さまざまな条件を満たすことで見ることができる。ゲーム中の各エンディング後に赤文字で表示される英文のアルファベットに従い、ここでは各エンディングをA - Eと呼称する。A - Eのエンディングは分岐順にもなっているが、後のエンディングほど難解かつ救いのない内容になっていく。なおディレクターの横尾太郎によれば、本作のエンディングは1995年のテレビアニメ『新世紀エヴァンゲリオン』のオマージュ、リスペクトであり、横尾が同作の結末を見て感じた驚きを再現することを狙ったことを明かしている。
Aエンディング
カイムは空中要塞の祭壇へと到着するが、既に最終封印である女神フリアエの命は尽きており、世界は崩壊の危機を迎えることとなる。カイムとレッドドラゴンは「再生の卵」の出現により導かれたモンスター達を倒し、「神」の力により巨大化した司教マナを倒すことに成功する。
再び世界の封印が必要だと嘆くヴェルドレの前に、人間を見下していたはずのレッドドラゴンが、世界ではなくただカイムのためだけに自ら封印になることを申し出る。儀式の最中、涙を流すカイムを見て、レッドドラゴンは初めて「アンヘル」という自らの名を名乗り、空へと消える。
フリアエは死亡したが、カイム、マナ、ヴェルドレは生き残っており、アンヘルは封印として眠りについたが死亡してはいない。また、仲間の契約者達やイウヴァルトの消息については作中では明確な描写がされていない。戦争は終結し、神も帝国軍もない世界が訪れるといった内容のエンディングとなっている。
続編『ドラッグオンドラグーン2 封印の紅、背徳の黒』はこのエンディングをベースに、アンヘルが女神の役目を継いだ世界の18年後が舞台となるが、後述のBエンディングの要素も若干加わった内容となっている。
Bエンディング
最終封印崩壊後、イウヴァルトは事切れたフリアエの復活を願い、彼女の亡骸を「再生の卵」に入れる。しかし、卵の中から蘇ったのは異形の怪物となり果てた「復讐の女神フリアエ」であった。イウヴァルトは復活したフリアエの触手に貫かれて絶命する。
カイムとレッドドラゴンは異形となったフリアエを倒すが、世界中に出現した再生の卵が一斉に孵化し、異形となったフリアエの群れが空を埋め尽くす場面で物語は幕切れとなる。群れなす怪物と化したフリアエとの対決の結果は語られず、その後のカイムとレッドドラゴンの生死については明確な描写がない。
続編『ドラッグオンドラグーン2』にはこのエンディングの要素も取り入れられており、主人公ノウェはイウヴァルトとフリアエの亡骸が再生の卵により融合して生まれた「真人類」という設定である。
このエンディングでのみ、本作の主題歌「尽きる」がスタッフロールのBGMとして使用されている。
Cエンディング
フリアエの復活を目論んだイウヴァルトを倒した後、本能である劣等種を淘汰するという「血の記憶」に支配されたドラゴン達は、彼らを使役していたマナさえも殺して人類への攻撃を始めていた。再生の卵を前にしたレッドドラゴンもまた神の僕たるドラゴンの本能に支配されてしまい、人類への攻撃に参加せざるを得なくなる。レッドドラゴンは自身が殺戮者に変貌する前に、カイムに止めを刺してもらうよう促し、契約の終了を告げて両者は闘うこととなる。
激しい戦いの末にレッドドラゴンを殺したカイムは、一刀の下再生の卵を破壊する。建物が崩壊を始め、人類を滅ぼさんとするドラゴン達が咆哮を上げる中、カイムが戦いの悦びを胸に爆発の光の中へと向かっていく場面で幕を閉じる。
Dエンディング
要塞内部で司祭マナを発見したカイム達は、逃げるマナを追い詰める。セエレの手によって神の具現である司教マナが殺され、世界は「神の理を越えた」変貌を遂げる。
天は紅く染まり、巨大な乳児の外見をした無数の「敵」と、巨大な妊婦の姿をした「母体」が降臨する。「おおいなる時間」を歪める存在であるこの敵を相手にできるのは、契約で「時間」を失ったセエレだけとなった。セエレを敵の本体である「母体」の元へと送るため、アリオーシュとレオナールは「敵」と対峙して死亡し、カイムとレッドドラゴンは最後の希望を賭して、セエレを母体に届けるため帝国都市上空へと向かう。母体の上に送り届けられたセエレは自らを犠牲にして時間を止めるため、その腹部に身を横たえる。セエレを送り届けるという最後の役目を果たしたレッドドラゴンの体に無数の「敵」が食らいつき、主の手を離れたカイムの剣が宙を舞って落ちていく場面の後、再び日の光が差し、全ての「敵」と「母体」を封じて、時を停めた黒い山が天高くそびえ立つ姿を映して物語は終わる。
主要キャラクターであるカイム、レッドドラゴンのみならず、レオナール、アリオーシュ、セエレなど仲間の契約者達全員が死亡する。ヴェルドレについては明確な描写はなされていないが、フリアエとイウヴァルトは、司教死亡後に会話イベントがある。その後、世界の変貌に伴う空中要塞の崩壊に巻き込まれる描写があるが、以後の消息については描かれていない。
Eエンディング
「母体」の成長を止めるのに間に合わず、「母体」は時空に穴をあけて時空のはざまへと消えてしまう。引き留めようとするセエレをなだめ、カイムとレッドドラゴンは「母体」を追って時空の狭間を抜け、異世界の西暦2003年6月12日・新宿上空に出現する。新宿のビル街に降り立った「母体」は、滅びの歌を歌い始め、それを阻止するために最後の戦いが始まる。戦闘の末に母体を倒し、世界を救ったカイムとレッドドラゴンだったが、異世界では正体不明の飛行物体と認識され、戦闘機のミサイルに撃墜されてしまう。焼死体となったカイムとレッドドラゴンが墜落していく描写の後、平穏を取り戻した東京の生活雑音をBGMとしてスタッフロールが流れ、最後に東京タワーに突き刺さるレッドドラゴンの遺体を映して物語は終了する。
本作と同スタッフにより手がけられ、2010年4月22日に発売された『ニーア ゲシュタルト/レプリカント』は、このエンディングより1000年以上未来のこの世界が舞台となっている。
なお、カイムとレッドドラゴンを撃墜した戦闘機に乗っていたパイロットが、通信で「スカーフェイス」というコードネームを名乗る描写があり、これは本作と同スタッフが製作し、1995年に発売された『エースコンバット』の主人公のコードネーム、および1997年に発売された『エースコンバット2』の主人公が所属する部隊名と一致しているが、同一人物なのか、スター・システム的な描写であるのかは明らかではない。
Eエンディングの最後の戦いは「地上戦」「低空戦」「上空戦」のいずれとも異なる仕様となっており、電撃オンラインのライターである松下は、「あれが『DOD1』の運命を決定づけたというか、伝説にした1つの偉業だったと思う」というコメントを寄せている。

## 登場キャラクター
キャラクターの名前は悪魔の名前から採られている。

### メインキャラクター
カイム
声 - 池畑慎之介
男性、24歳、AB型
本作の主人公。元はカールレオンという小国の王子だったが、18歳の誕生日に両親を帝国軍のドラゴンに殺され、復讐のため連合国軍に身を投じる。本作に登場する「女神」は、唯一の肉親である妹のフリアエである。特別な神職に任命されて自由を失った妹への哀れみによって、心に深い傷を負う。両親を殺害するのに使われたドラゴン族を忌み嫌っていたが、憎むべき帝国軍と戦うための力を得るためあえてレッドドラゴンと契約を交わす。代償として「声」を失い、以降は言葉を発することができなくなる。紋章の位置は舌。
幼馴染みのイウヴァルトと共に父ガアプから剣を学び、幼少時より文武に秀でる。剣以外にも槍、斧、杖など長得物全般を使いこなす。
続編『ドラッグオンドラグーン2』にも登場しており、ある目的をもって、世界の五つの封印を破壊するために行動する。
同社開発の『LORD of VERMILION』にもver1.1「神々の離反」に亜人種として登場している。左目健在の若々しい姿で、腰から一対の黒い翼が生えている。衣装も変更された。イラストにはレッドドラゴンも共に描かれている。
レッドドラゴン / アンヘル
声 - ピーター
雌（単一性）、年齢不明
一万年以上生きた竜の末裔。聡明で誇り高い自信家。瀕死の状態でカイムと出会い、その強い生存欲求に惹かれて契約を交わした。物語の進行に伴い形態が変化し、C - Eエンディングでは「カオス」形態となる。戦いの中でカイムとの間に確かな感情が生まれ、その繋がりは世界を救う鍵となった。
ルートによっては「アンヘル」と名乗る。Aエンディングで初めて明らかになる。綴りは「Ángel」、スペイン語で天使の意である。ただし、これは男性の名前で、女性名ならば「Ángela」あるいは「Angela」である。しかしながらキリスト教において天使に性別は存在しないとされているため「天使」という意味は「ángel」しか持たない。
同社開発の『LORD of VERMILION』にもver1.1「神々の離反」で魔種として登場。第三形態に改変を加えた姿で、カードイラストはカイムとのツーショット。
フリアエ
声 - 初音映莉子
女性、19歳、B型
本作のヒロイン。カイムの妹。14歳のとき前女神アシラが亡くなると、次代の女神という神職につくよう神託が下される。選ばれた証である「オシルシ」が体に出現し、それ以来最終封印たる女神の役目を継ぐことを余儀なくされた。実兄であるカイムに禁じられた想いを寄せている。１人の女性として自由に生きることができない運命の苦痛に耐え続けながらも、職務の重さを知り、その気持ちを封じ込めてきた。だが、自分を抑えすぎて、物事への情熱や生きることへの執着心を忘れてしまっている。本編中で天使の教会に攫われ、ルートによっては救出に現れたカイムの目の前でマナに心の内を暴露され、その場で自殺する。ちなみに「オシルシ」の出現場所は女性器である。
イウヴァルト
声 - 唐沢寿明
男性、20歳、A型
カイムとフリアエの幼馴染。ハープを片手に歌う美声の持ち主。カールレオンの貴族の出で、元はフリアエの許婚であったが、フリアエが女神に選ばれたことにより婚約は破談となった。カイムに対する強い劣等感と、フリアエを守りたいという思いから力を渇望し、カイムらの両親の仇であるブラックドラゴンと契約し、代償として「歌」を失う。紋章の位置は首。
精神的に弱い一面があり、追い詰められると一人称が「俺」から「僕」に変わる。フリアエの死後も執着心は薄れず、ルートによっては世界を崩壊へと導くある決断を下す。純情な心の持ち主だが繊細な気持ちを抑え切れない欠点もあり、フリアエを自分のものにしたいという歪んだ愛情から行動に出ている。
続編『ドラッグオンドラグーン2』の主人公・ノウェは、イウヴァルトとフリアエの亡骸が再生の卵により融合して生まれたという。
レオナール
声 - 山寺宏一
男性、32歳
封印の森の片隅で隠者のような暮らしを送っていた男性。とある理由で家を離れていた間に、帝国軍の襲撃によって弟たちを殺され、絶望のあまり自殺を試みるが果たせず、その場にいたフェアリー（声 - 宮村優子）との契約を受け入れてしまう。「戒めの塔」という槍を操る。礼儀を重んじ、無意味な争いは避けようとする良識ある人物だが、女性よりも幼い男児を好むペドフィリアであり、己の嗜好を汚らわしいものと感じている。彼のそんな心の揺らぎでも、狡猾なフェアリーからつけ込まれている。契約の代償は「視力」で、紋章の位置は眼球である。視力を失っても敏感に周りを感じ取ることができる。
続編『ドラッグオンドラグーン2』には登場しないが、ある町民との会話と「戒めの塔」の武器物語に、彼のその後についての言及がある。
同社開発の『LORD of VERMILION』にもver1.1「神々の離反」で魔種として登場。下半身は蜘蛛のような姿になっている。
アリオーシュ
声 - 林原めぐみ
女性、24歳
以前はエルフの主婦として平和に暮らしていたが、愛する夫と子どもを帝国軍に殺され、破壊と殺戮に心を奪われた冷血な性格になってしまう。帝国軍の捕虜収容所に囚われていたエルフの女性。ウンディーネ、サラマンダーという二体一対の精霊と契約し、代償として「子宮」を失っている。紋章の位置は下腹部。様々な欲求を増幅させる呪いの大鎌「悲しみの棘」を操る。目の前で夫と子供を帝国軍に殺され精神を病んだ彼女は、子供に深い執着を示し、「子供を自分の体内に入れて守る」ために、子供を捕食するカニバリズムに傾倒するようになる。
同社開発の『LORD of VERMILION』にもver1.1「神々の離反」で海種として登場。武器は持たず、露出度の高い妖艶な衣装に変わっている。
セエレ
声 - 村上想太
男性、6歳
母親の愛を一身に受けて育った金髪の少年。ゴーレムを操る民がいるという石の隠れ里に生まれた。武器は「勇者のナイフ」。ゴーレムと契約し、代償として「時」を失ったため、永遠に肉体の成長が止まっている。紋章の位置は顔や頭を除く全身。「ちいさい勇者さま」という絵本に登場する騎士に自分を投影しており、契約の代償を「いつか必要な時が来るまで力を溜めている」として受け入れている。嫌われるのを避けるため常に「良い子」を装い、表面的な奇麗事を言う。双子の妹のマナを探すためにカイムらに同行する。
続編『ドラッグオンドラグーン2』では、神官長ヴェルドレに保護されたこととなっており、ヴェルドレがカイムに殺害された後に遺言により神官長の座を継いでいる。

### サブキャラクター
ヴェルドレ
声 - 家弓家正
男性、72歳
女神の世話係である神官長をつとめ、唯一女神と話すことを許された存在。かつて戦場にいたころにドラゴンと契約しており、代償として「毛髪」を失った。紋章の位置は頭部から手の甲。契約したドラゴンは既に石化しており、ヴェルドレ自身が戦場に出向くことは無い。ヴェルドレの契約相手は終盤でボスとして登場するエンシェントドラゴンと同種だが、契約の代償が他の契約者と比べて極端に軽い理由は、契約後すぐに石化するほど年老いたドラゴンだったためである。聖職者然とした善人として振る舞っているが、己の身が危うくなると、臆病で保身的な本性が露になる。
続編『ドラッグオンドラグーン2』で、最終封印となったレッドドラゴンを無力化するべく従来の封印制度改変を目論み、レッドドラゴンを狂気に陥れ、カイムに惨殺されたことが語られている。
マナ
声 - 山下夏生 / 郷里大輔
女性、6歳
帝国軍を操る「天使の教会」の司教。セエレの双子の妹でもある。実母から虐待を受けて育ち、母親の愛情を独占していた兄セエレを激しく憎んでいる。母親に捨てられ虚脱状態になった彼女は、人類を粛清しようとしていた神の依り代とされた。マナ本来のものである幼い少女の声に、時折「神の声」が混じるという設定で、野太い男声で少女言葉を発するという形で演出されている。
続編『ドラッグオンドラグーン2』でも登場する。戦争終結後、カイムに連れられ、自らの罪業が残した影響を見て回る贖罪の旅に出たが、ある出来事がきっかけでカイムの元から逃げ出し記憶を失う。成長した後は封印の破壊を目指して旅をしている。
ブラックドラゴン / レグナ
雄（単一性）、年齢不明
イウヴァルトと契約した竜。凶暴な種で人間を捕食することを好む。カイムらの祖国カールレオンを襲撃し、能力はレッドドラゴンに匹敵する。小説版『ドラッグオンドラグーン ストーリーサイド』では、この竜の姿こそがやがてレッドドラゴンの行き着く「カオス」形態であるとされている。血の記憶に忠実で、人間の淘汰を目指して行動する。
続編『ドラッグオンドラグーン2』でも登場する。主人公・ノウェと行動を共にしており、「レグナ」と名乗る。

## 設定

### 契約
契約とは、人間と人間以上の力を持つドラゴン・精霊などのモンスターが互いの心臓を交換することで成立する。契約が成立すれば運命共同体となり、片方が傷ついたり死んだりすれば契約相手も傷つき命を落とすこととなる。また、契約者は「声」と呼ばれる一種のテレパシーを使えるようになる。この「声」はエルフやフェアリーなども使うことができ、劇中では神官長ヴェルドレが離れたカイムたちに女神の保護を申し出たり、エルフやフェアリーの悲鳴が「声」となって封印崩壊を伝えた。カイムは契約により肉声を失っているので、この「声」か、レッドドラゴンに代弁してもらっている。
契約した人間は自分にとって最も大切な身体機能を一つ失い、その場所に契約紋章が浮かぶ。そして契約相手の力を手に入れ、通常よりも遥かに強靭な肉体や、武器に秘められた魔法の発動などといった超常の力を手に入れることができる。
モンスターは脆弱な人間の力など得ても何も変わらないが、自らの「負の心」を契約相手の人間に吸収させ、自分の生命体としての格を上げることができる。そのため契約した人間は膨れ上がった「負の心」に耐え切れず、心が壊れてしまう場合もある。しかし、そういった打算抜きでも、モンスターは人間が持つ本能やエゴ、コンプレックスといった強い「負の心」に理屈抜きで惹かれる性質がある。

### 用語
おおいなる時間
劇中ではわずかしか登場しない言葉だが、これこそが連合軍が封印を守り維持しようと努める世界の秩序であり、帝国軍が侵略を行う理由である。
劇中における時間・空間・次元を表す概念で、『ドラッグオンドラグーン』の世界では、これら3つが世界を運行させている。封印の力はこれらを安定させるためにあるもので、封印が失われれば世界は正しい運行を停止する。
時間と空間はそれぞれの世界に個別に存在しているが、次元は平行して存在する別の世界も共有している。そのため、Eエンディングではカイムたちの世界とともに崩壊しようとしていた、同じ次元に存在する別世界が舞台となった。
封印
世界を安定させるシステムのこと。3か所の「神殿」に施された封印と、最終封印とも呼ばれる「人」に施された封印である女神が存在する。封印が全て崩壊すれば世界は正しい運行を停止し、それをきっかけに神が施した様々な世界崩壊の機能が発動する。
女神
いかなる時代にも必ず一人だけ存在する、封印を施された存在。体のどこかに「オシルシ」と呼ばれる螺旋状の文様がある。文様が刻まれる場所は様々で、封印の負荷により激痛を引き起こす。また、女神は神官たちにより事実上の幽閉状態にされ、唯一、神官長とだけ言葉を交わすことができる。それらによる身体的・精神的苦痛により女神は一様に短命である。
人間である必要は無いようで、Aエンディングではレッドドラゴンが女神となっている。
神官職
国家や宗教など、いかなる団体からも独立した封印守護のためだけの役職。特定の神に仕えているわけではない。神殿に施された封印を実際に守護しているのはエルフやフェアリーなどであり、神官の役目は現女神の守護と次なる女神の選定である。
より優良な種のみを選定するためのドラゴンの存在や、女神以外の封印が他の種族に委ねられていることから、古来から人々は「神が失敗作の人類を滅ぼしたがっている」と考えていた。その「神の計画」を阻止するため、人類滅亡のスイッチでもある封印を守護する神官職が制定された。
連合軍
正式名称は反帝国諸国連合。帝国がその脅威を表してから結成された、帝国に反する周辺諸国の軍。もともと帝国が現れる前は領地を巡る争いが絶えず、さらには傭兵なども加わっていて、ほとんど寄せ集めという状態である。増大し続ける帝国の戦力には敵わず、物語の開始時には帝国に女神の城まで侵攻されており、その後も各地で劣勢が続いている。
帝国
封印破壊を目的とした集団。帝国という呼び名は連合軍が暫定的に決めた通称で、特定の国を指しているわけではない。帝国は国家の要素を何一つ持たないただの戦闘集団である。帝国軍を構成するのは大部分が人間で、他にも好戦的な亜人種のほか、高潔で人間に与することはないと言われていたドラゴンも参加している。また、劇中世界の文化レベルを遥かに超える技術で様々な兵器を開発、空中要塞も建造している。彼らはひたすらに破壊と殺戮を行うのみで、目的は全ての封印崩壊による世界の破壊と再生である。
天使の教会
「天使を語ってはならない。天使を描いてはならない。天使を書いてはならない。天使を彫ってはならない。天使を歌ってはならない。天使の名を呼んではならない。」という教義を掲げ、信仰対象の一切の記録、伝承を禁じる宗教団体。帝国軍の人間は全員が天使の教会信者であり、「赤い目」という特徴がある。彼らは自主的に何かをすることはなく、司教と呼ばれる指導者の命令に諾々と従うのみである。
赤い目
帝国軍の全員に共通する特徴。一種の伝染病で、痛覚の鈍麻、判断力の低下、目標のみを捉える偏った集中力など、従順で強力な兵士を作るために都合のいい症状が現れる。感染経路や潜伏期間は不明。同じ赤い目をしたマナのみは意識を保っているようで、彼女が赤い目の感染者を指揮している。
このウイルスから解放されたのはフリアエの死という強い精神的ショックを受けたイウヴァルトだけだった。
再生の卵
一般的には、全ての封印が崩壊した後、世界を救うための神の恩恵であると言われている。しかし、歴史上この再生の卵が出現したという記録は無い。それは出現していたとしても記録が残らなかったということであり、つまり封印が崩壊すれば世界は崩壊する、あるいは人類は滅ぶというのが神官たちの見解である。
名前の通り、世界を再生させるため、既存の世界を浄化する機能を持った卵状の物体である。神話では「再生の卵に入った人間は救われる」とされているが、レッドドラゴンが「断頭台」と呼んだ通り、この卵に入った生物は何らかの干渉を受け、世界を滅ぼすための存在に変えられてしまう。劇中ではフリアエの亡骸が入れられて翼と触手を持つ化け物となり、他の卵からも同じくフリアエの姿をした化け物が現われ、空を埋め尽くした。
「敵」
司教マナの死亡後、赤い空から出現し続けるようになった敵。歯が生え揃った巨大な赤ん坊というおぞましい姿をしており、毛が無く声も喃語しか発さない。飛行能力、口から光弾を放つ、ドラゴンの皮膚を食い破るなど、高い戦闘能力を持つ。非常に巨大で女性の姿をした「母体」と呼ばれる個体が存在し、これは「おおいなる時間」を歪め世界を崩壊させる力を持つ。

## 音楽
本作のBGMはフルオーケストラの演奏による既存のクラシック音楽が元となっている。各楽曲から一部分のフレーズを抽出して再構成するという異質なアレンジ方法が取られており、この手法についてサウンドディレクターの佐野は「本作が持つ狂気を音楽で表現するために採用した」と語っている。

### 使用クラシック曲
EDクレジットに記載された楽曲の一覧。なおEDクレジットにはストラヴィンスキーの「春の祭典」がなく、代わりにリムスキー＝コルサコフが誤って2度記載されている。
- リムスキー＝コルサコフ：「スペイン奇想曲」
- チャイコフスキー：組曲「白鳥の湖」 / 「イタリア奇想曲」 / 「くるみ割り人形」 / 大序曲「1812年」 / 幻想序曲「ロメオとジュリエット」
- ドヴォルザーク：序曲「オセロ」 / 序曲「謝肉祭」Op.92, B.169 / 交響曲第九番「新世界より」
- ドビュッシー：交響詩「海」
- バルトーク：「中国の不思議な役人」
- ホルスト：組曲「惑星」
- マーラー：交響曲第五番
- ムソルグスキー：組曲「展覧会の絵」
- モーツァルト：歌劇「フィガロの結婚」
- レスピーギ：「ローマの祭り」
- ワーグナー：楽劇「神々の黄昏」 / 楽劇「ワルキューレ」 / 「タンホイザー」

### 主題歌
『尽きる』
作曲/編曲 - 佐野信義 / 作詞 - 名取佐和子 / 歌 - 初音映莉子
下記サウンドトラックのほか、コンポーザー佐野の「佐野電磁」名義でのCD『sanodg works』にも収録されている。

### サウンドトラック
2003年にマーベラスエンターテイメントからVol.1とVol.2の2枚に分けて発売された。一部未収録のBGMもあるが、逆にゲームで使用されなかった曲も収録されている。同CDは長らく絶版となっていたが、スクウェア・エニックス ミュージックのサイト上で行われた「絶版CD復刻キャンペーン」において復刻が決定、2011年4月20日に復刻版としてスクウェア・エニックスから2枚組で再版された。
- 『DRAG-ON DRAGOON ORIGINAL SOUND TRACK Vol.1』2003年10月22日発売
- 『DRAG-ON DRAGOON ORIGINAL SOUND TRACK Vol.2』2003年11月21日発売
- 『DRAG-ON DRAGOON Original Soundtrack』2011年4月20日発売（復刻版・CD2枚組）

## 開発
開発はキャビアの「PROJECT:DRAGONSPHERE」が担当。これは過去にナムコから発売された『エースコンバット』や『リッジレーサー』といったタイトルを手がけたスタッフが多く在籍しているチームである。
当初は岩崎がディレクター、そして横尾がアートディレクターという立場であったが、岩崎が同時期に開発していた別タイトルへ注力するためにプロデューサーへと移動し、横尾がその後を引き継ぐ形でディレクターとなった。

## スタッフ
- ディレクター - 横尾太郎
- シナリオ - 名取佐和子
- プロダクトマネージャー - 古林雅俊
- プログラマー - 小池利幸、片山武史
- キャラクターデザイン - 藤坂公彦、長谷川太郎[注釈 6]
- チーフデザイナー - 安井章
- サウンドディレクター - 佐野信義
- コンポーザー - 相原隆行(スタジオカルナバル)、佐野信義
- プロデューサー - 柴貴正(スクウェア・エニックス)、岩崎拓矢(キャビア)

## 評価
日本では発売初週に122,000本売り上げて『機動戦士ガンダム めぐりあい宇宙』を抜いてセールスチャートトップになった。ファミ通では2003年ベストセラー50位にランクイン、人気を得たとしたスクウェア・エニックスはアルティメットヒッツの1つとして再発売した。その売り上げはシネマティックストーリーと三國無双シリーズとの類似に起因していた。ヨーロッパでは2004年11月までに11万本売り上げた。
本作は日本で好評を博した。E3で公開後にゲームメディアのOfficial PlayStation Magazine、IGN、Game Informerは期待できるストーリーとゲームプレイジャンルを合わせて賞賛した。ゲームレビューアグリゲータ、Metacriticでは「平均」と評価された。
物語は最高の賞賛を受けた。IGNのジェレミー・ダンハムは本作の「最大の強み」と呼んだ。冒険的なテーマやファンジーとリアリズムのバランスを賞賛した。また、新世紀エヴァンゲリオンとの複数の類似点を賞賛した。Computer and Video Games(CVG)は「ウィットのあるかけあいと展開が成熟したプロット」と賞賛、他のスクエニのRPGと並び立っていると指摘した。VideoGamer.comのアダム・ジャービスはストーリーテリングスタイルを賞賛「さまざまな点でぎこちなさはあるがゲーム全体にあなたの関心を引き付けるには十分」だと語った。GameSpotのグレッグ・カサビンは「ストーリーそのものは厄介なペースで追いつくのが難しい場合もあるが、ゲームは終わりまで辿り着きたい主な動機付けの1つにもなる」と述べた。
グラフィックは混在した反応を得た。カサビンは「まともに見えるが、最終的にはそれほどよいものではない」と言った。彼は敵ユニットとプレイアブルキャラクターのための当たり障りのない環境とぎこちない動きを批判したが、ドラゴンのデザインを賞賛した。Game Informerはより肯定的で飛び上がりの問題やフレームレートの低下を発見したがグラフィカルなディテールやカットシーン、敵ユニットのビジュアルを賞賛した。VideoGamer.comのジャービスはメインキャストのデザインを賞賛、敵デザインの使い回しやダークな雰囲気であることをマイナスポイントとして挙げた。IGNのダンハムはキャラクターやモンスターデザイン、フルモーションカットシーンを賞賛したが人間の敵デザインの使い回し、当たり障りのない環境、低い描写距離にはあまり興味を抱かなかった。フルモーションビデオはCVGの批評家にも賞賛された。
サウンドデザインは混在した肯定的な反応があった。ダンハムはイギリススタイルの声優の大半を賞賛したが音楽を「失望させる」と言った。Game Informerはゲームの貧弱な部分としてBGMが少ない、「Renaissance festivalから出てきたような」声優の演技を挙げた。カサビンは声優の演技を賞賛して音楽を「イライラさせ、ゲーム中で最も強烈な側面」と呼んだ。ジャービスは「きちんと暗い雰囲気を作り出すのを助けた」戦闘のサウンドデザイン、声優の演技と音楽のほとんどを賞賛した。
ゲームプレイは混在した否定的な反応だった。ダンハムはエンターテイメント性はあるが独創性のないゲームと同じ問題を抱えていると言った。ジャービスはゲームプレイのオプションを「かなり限定された」と言ったが、CVGの批評家は空中でのゲームプレイを賞賛、それを最も面白いと言って通常戦闘で主人公の「外面を打ち負かすことを仕立て、ただの匿名ドラゴンライダー以上のもにした」と述べた。主な批判はゲームプレイの繰り返しだった。カサビンは両方のゲームプレイは本編の面倒なプレイのプロセスを作り出し、メインストーリーを損なったとした。Game Informerはゲームプレイを「楽しいものだが、深みのあるものはない」と言った。
ファミ通クロスレビューでは8、7、7、7の29点。レビュアーはグラフィックのクオリティが高く、ドラゴンに乗って敵を一掃するプレイは爽快で新鮮、武器収集や育成が楽しい、音楽は短いループだが緊張感が現されているとした一方で『パンツァードラグーン』と『三國無双』を合わせたアイデアには小躍りしたがそれによってジレンマもあり、ドラゴンを飛ばすため平坦な地形が多い、ドラゴンに騎乗すると視界は開くが敵は目の前にのみ登場、爽快さを出すための工夫がやや練り込み不足で空中戦の操作に癖があり、良くも悪くも終始淡々としているとした。「今週はコレを買え」の欄では「よく武器収集して自分なりのスタイルを確立できる人向け」「『ドラッグオンドラグーン』は楽しみだったのですが……」との意見があった。
ファミ通PS2クロスレビューでは8、7、8、7の30点。レビュアーはドラゴンで敵を一掃するかなり強烈なアイデアは「ゲーム史上でも類を見ない力押し」でありこれだけでもプレイする価値がある、空中戦は操作性がよくて爽快、物語を盛り上げる丁寧なグラフィックや無駄のない演出があるとした他、ピーターの演技を賞賛、地上での戦闘は動作が今一つで遊びを持たせた方がよかった、異様に難易度が高くて長いステージと簡潔過ぎるステージがある、序盤はまったり気味で辛い、ちょっとした調整不足が全体の影響を及ぼしてあと半歩足りないとした他、ドラゴン騎乗時の操作がままらないことや視点について固定されていないため攻撃時は敵に照準を合わせ難いとした者と視点は安定していてロックオン機能のおかげでプレイヤー1人のときでもドラゴン騎乗時も操作がスムーズであるとした者で分かれた。
電撃PlayStationDPSソフトレビューでは95、85、90、80の350点。レビュアーは多くの敵を倒す爽快さだけでなく空を飛ぶモードが面白く簡単にコンボも繰り出せたり様々な戦術を使うことが面白い、派手な演出で盛り上がれる、武器によって攻撃の範囲が違うことや使用するたびに強化されるシステムが面白い、目標の目印が表示されて迷うことのないシステム、操作や謎解きで悩むこともなく斬新ながら誰でも安心できるゲームプレイでファンタジー世界で大暴れした人向けでムービーは『ファイナルファンタジー』レベルの美麗さといったアクション、シューティング、アドベンチャーの要素を詰めた部分的に他作品を思わせながらも独自性があって完成度が高い贅沢なゲームだと賞賛、体力回復があまりできないことから高い難易度だがフリーミッションによるレベル上げや難易度選択もあるため心配ないとした一方で危険な設定や人間の闇の部分が描かれたストーリーは鼻についたりグロテスクで不快に思うこともあるかもしれないとした者とヘビーながら深みがあるとした者で分かれ、主人公の方向を転換しても背景がすぐに変わらないなど視点変更が今一つ、画面外そばの敵はレーダーを見て適当に攻撃することになる、チュートリアルが簡単で序盤のシューティングには戸惑うかもしれないとした。
ザ・プレイステーション2では8、8、9の25点で平均8.3点（GOOD）。レビュアーは主人公が成長するとアクションが爽快でRPGの醍醐味を感じる、ストーリー分岐が豊富でボリュームに満足、敵のサーチや使い勝手のいい特殊技のおかげで遊びやすいシステムに感心、何回もプレイしたくなると賞賛、序盤はアクションが鈍くて敵も耐性が強いため爽快感がなく空中戦もコツをつかむまでは難易度が高くて良くも悪くも普通であり地上戦の方が楽しい、『真・三國無双』よりテクニックが求められ腕に覚えが必要かもしれない、終盤にならないとボスらしいボスがおらずメリハリに多少欠ける、ストーリーは「かなりヘビー」であるため覚悟が必要で暗いのが好みなら構わないとした。
DENGEKI GAMESではレビュアー4人中、買って損はない良作が2人、個人的にオススメが1人、評価空欄が1人だった。レビュアーの1人は「ちょっとイっちゃったキャラクター設定はプレイヤーで論争が起きるくらいがよさそうなくらい、好き嫌いが分かれるが、とがった部分は一見の価値あり」とコメントした。
HYPERプレイステーション2では8、8の16点。レビュアーはざっくり言えば『エースコンバット』と『三國無双』を合わせたゲームで広いフィールドで多くの敵と戦ったり空中戦もしたりアクションとシューティングの要素がよく考えられている、敵を一網打尽にできる低空戦が爽快、武器の攻撃の変化や緊急回避やガードなどアクションが豊か、簡単にはクリアできない絶妙な難易度、重量感あふれるグラフィック、、システムはプレイするほど味わいを増す、下手するとバラバラになってしまう題材が一作品として出来上がった見事さは「これぞ日本のゲームだなと思わされる」と賞賛、視点移動が難点でストレスを溜めるためこれを乗り越えられれば面白いゲームだとした。
ドリマガでは9、8、8の25点（平均8.33点）。レビュアーは多数の敵を1人で倒していくのが爽快で戦術を駆使するほど楽しくなり、ドラゴンに乗ると3Dシューティングに変るのも面白く、敵のサーチ機能や左右の緊急回避といった爽快感が得られるよく考えられたシステム、宝箱から入手する武器は魔法が独特せ育成が楽しい、物語のボリュームもあり遊び応えがあると賞賛、中ボス戦でも力押しで勝てることや残念と言えば残念で物語はヘビーで人を選ぶかもしれないとした。

## 関連書籍

### 設定資料集
ドラッグオンドラグーン 公式設定資料集 The Materials
スクウェア・エニックス、2003年11月28日発売、ISBN 978-4-7575-1093-7

### 小説版
ドラッグオンドラグーン ストーリーサイド
スクウェア・エニックス、2003年11月28日発売、著者：映島巡、イラスト：藤坂公彦、ISBN 978-4-7575-1086-9
ドラッグオンドラグーン Magnitude“Negative”
エンターブレイン、2004年1月23日発売、著者：愛沢匡、イラスト：藤坂公彦、ISBN 978-4-7577-1707-7

### 攻略本
ドラッグオンドラグーン 公式ガイドブック ファーストエディション
スクウェア・エニックス、2003年9月11日発売、ISBN 978-4-7575-1025-8
ドラッグオンドラグーン 公式ガイドブック コンプリートエディション
スクウェア・エニックス、2003年10月24日発売、ISBN 978-4-7575-1031-9
ドラッグオンドラグーン ザ・マスターガイド
メディアワークス、2003年9月27日発売、ISBN 978-4-8402-2524-3
ドラッグオンドラグーン パーフェクトガイド
エンターブレイン、2003年10月25日発売、ISBN 978-4-7577-1647-6